# 5 Pułk Strzelców Granicznych
5 Pułk Strzelców Granicznych – jednostka organizacyjna Strzelców Granicznych w II Rzeczypospolitej.

## Formowanie i zmiany organizacyjne
Formowanie 5 pułku Strzelców Granicznych rozpoczęto w pierwszych dniach marca 1920 w Lesznie. Dowódcą grupy organizacyjnej był rotmistrz Tyczyński. W skład grupy wchodzili oficerowie Poznańskiego pułku garnizonowego: ppor. Leon Dopierała, ppor. Franciszek Rogoziński, ppor. Wrzyszczyński. Z zapasowego szwadronu taborów zostali przydzieleni: ppor. Erzepke, a z dowództwa Straży Granicznej: mjr Żółkiewski, rtm. Goebel, mjr Goetzendorf-Grabowski, por. Leon Prawdzic-Wajman, ppor. Badt, por. Wiczyński, por. Jerzy Scheibler, ppor. Ulatowski i inni oficerowie. Kadrę podoficerską stanowili przede wszystkim byli podoficerowie armii niemieckiej, w małej części armii gen. Hallera i rosyjskiej. Szeregowcy rekrutowali się w większości z rezerwistów armii niemieckiej, częściowo z ochotników nie służących w ogóle w wojsku.
19 czerwca 1920 dowództwo pułku zwróciło się z prośbą o przeniesienie sztabu pułku z Wronek do Międzychodu. W lipcu pułk stacjonował w Międzychodzie.

## Służba graniczna
27 marca 1920 granicę zachodnią OGen. „Poznań” od okolic Zbąszynia do granicy OGen. „Kielce” ochraniał jeszcze 155 pułk piechoty, przy czym na odcinku od okolic Krotoszyna do OGen. Kielce za ochronę granicy odpowiadał dowódca 7 Brygady Piechoty rez. Dowództwo pułku stacjonowało wtedy w Lesznie.
20 maja 1920 dowódca 3 szwadronu otrzymał rozkaz objąć odcinek od Jabłonowa do małej Wysocki (Klein Wisseck).

## Żołnierze pułku
Dowódcy pułku
- płk Apoloniusz Wysocki (od 25 II 1920[7])
- ppłk Wacław Feliks Jeziorański (był 30 VI 1920 - 9 XI 1920[8])
- ppłk Michał Pomian-Cieński (– 1921)

Obsada personalna pułku w kwietniu 1920
- dowódca pułku – płk Apoloniusz Wysocki
- zastępca dowódcy pułku – ppłk Wacław Feliks Jeziorański
- adiutant – por. Prawdzic-Wajman (ppor. Tadeusz Wróblewski[9])
- oficer płatnik – ppor. Ulatowski
- kapelmistrz – urzędnik wojsk. w X randze Julian Rosse[10]
- dowódca I dywizjonu – mjr Goetzendorf-Grabowski
- dowódca II dywizjonu – mjr kaw. Marian Żółkiewski (od 4 VI 1920)
- dowódca III dywizjonu – mjr Rudolf Wirski (VII – IX 1920)

Wykaz dowódców szwadronów w lipcu 1920:
- dowódca szwadronu szkolnego – rtm. Władysław Kozubski (od 18 maja)
- dowódca 1 szwadronu – por. Stanisław Romiszewski (od 10 maja)
- dowódca 2 szwadronu – por. Franciszek Rogoziński (od 18 lutego)
- dowódca 3 szwadronu – ppor. Marian Wrzyszczyński (od 21 lutego)
- dowódca 4 szwadronu – por. Marian Mucke (od 19 czerwca)
- dowódca 5 szwadronu – ppor. kaw. Jan Beuth (od 15 maja ? 4 VI 1920[11].)
- dowódca 6 szwadronu – ppor. Leon Dopierała (od 16 marca)
- dowódca 7 szwadronu – ppor. Władysław Potrykowski (od 18 maja)
- dowódca 8 szwadronu – por. Roman Gochel (od 24 czerwca)